# 다르마크셰마
다르마크셰마(산스크리트어: धर्मक्षेम, 서기 385~433년) 또는 담무참(曇無讖)은 인도 마가다 출신의 승려이자 번역가이다.
그는 쿠차와 중국에서의 활동으로 유명하다. 그는 둔황에 몇 년 동안 거주하다가 420년 북량의 왕 저거몽손에게 생포되었다. 이후 그는 저거몽손의 후원 아래 421년 북량의 수도 구장에 거주하게 되었다. 그는 저거몽손의 귀중한 정치 고문이었을 뿐만 아니라 불교 문헌을 중국어로 가장 많이 번역한 사람 중 한 명이 되었다. 다르마크셰마가 번역한 문헌의 콜로폰은 그가 중국에서 활동한 몇 안 되는 인도인 학자 승려 중 한 명으로, 통역사 없이 직접 불교 문헌의 예비 구술 번역을 할 정도로 중국어 구술에 능숙했지만 번역본 제작의 다음 단계는 중국 조수들이 담당했음을 나타낸다. 그는 433년 서역으로 향하는 또 다른 여정에서 준정치적인 이유로 전 후원자였던 몽손의 명령에 따라 암살당했다.